# Пишурка
Пишу́рка (болг. Пишурка) — село в Монтанській області Болгарії. Входить до складу общини Медковець.

## Населення
За даними перепису населення 2011 року у селі проживали 123 особи, усі — болгари.
Розподіл населення за віком у 2011 році:
Динаміка населення: